# Gevangenis van Berkendael
De gevangenis van Berkendael (Frans: Prison de Berkendael) is in feite de vrouwenafdeling van de gevangenis van Vorst. Die is overgebracht naar een nieuw gebouw dat in 1987-1989 is gebouwd, net ten zuiden van, en verbonden met de gevangenis van Vorst. Berkendael telt 51 cellen voor 1 of 2 personen, en 3 cellen voor 4-6 personen. Er is ook een grote cel die dienst doet als kinderkamer, en plaats biedt aan twee moeders met kind.
Na de ingebruikname van de nieuwe gevangenis van Haren zal Berkendael omgevormd worden tot een meer open inrichting met minder strenge veiligheidsmaatregelen, bedoeld voor gedetineerden met een maximumstraf van 3 jaar.

## Trivia
Berkendaal is ook de naam van een gehucht van Elsene. De gevangenis ligt echter op het grondgebied van Vorst. 